# مبادرة بحوث الجفاف
مبادرة بحوث الجفاف (بالإنجليزية: Drought Research Initiative (DRI))‏ هي مبادرة لفهم الخصائص الفيزيائية والعمليات التي تؤثر على جفاف المناطق الزراعية في كندا بشكل أفضل، وللمساهمة في تنبؤاتها بطريقة أفضل من خلال التركيز على الجفاف الشديد الذي بدأ حديثًا في عام 1999 وانتهى إلى حد كبير في عام 2005. وكان جهدًا كبيرًا من أشخاص من عدة تخصصات منهم 15 محققًا ممولًا من 6 جامعات كندية وأكثر من 20 متعاونًا من جامعات ومعامل فدرالية أخرى بالإضافة إلى شركاء من ثلاث حكومات إقليمية (ألبرتا ومانيتوبا وساسكاتشوان). وتحقق المبادرة هدفها بالتركيز على خمسة مواضيع بحثية مكملة منهم القياس الكمي والفهم والتنبؤ والمقارنات مع حالات الجفاف الأخرى والآثار المترتبة على المجتمع. ويمكن العثور على تفاصيل أكثر خارج نطاق تلك المقدمة في ((Stewart et al. (2008) أو على موقع المبادرة.

## ميراث مبادرة بحوث الجفاف
جمعت تلك المبادرة كمية غير مسبوقة من المعلومات حول الجفاف الكندي. فعلى موقعها الخاص، يمكن للمرء أن يجد العديد من الروابط لمعلومات مختلفة تصف عناصر الجفاف في الغلاف الجوي وعلى السطح أو تحت السطح. إن تجميع قاعدة بيانات على مستوى المناطق الزراعية عن المياه الجوفية ومستويات المياه الإقليمية هو جزء من هذا الجهد. ويتم جمع تلك البيانات في نظام معلومات متكامل. بالإضافة إلى ذلك، يتم استكشاف تقنيات جديدة لأرشفة وإتاحة تلك البيانات كميراث من تلك المبادرة. مما لا شك فيه أن أكبر ميراث من المبادرة سيكون الشباب الذين تم تدريبهم على مستوى الدكتوراة والماجستير والأوائل الذين قاموا بجزء كبير من هذا البحث ولديهم الآن مهنة مدى الحياة في التخصصات المتعلقة بالمبادرة.